# Righteous
«Righteous» (с англ. — «Справедливый») — песня американского рэпера Juice WRLD. Она является первым сольным синглом выпущенным после смерти исполнителя в 2019 году. Песня была спродюсирована Charlie Handsome и Ником Мира. Это первый сингл с третьего студийного альбома Legends Never Die.

## Музыкальное видео
Музыкальное видео было выпущено в тот же день, что и сингл. Первая часть видео является отрывками со съёмок концерта Juice WRLD. Вторая часть является анимационным видеороликом, который был нарисован и анимирован Tristan Zammit.

## Участники записи
Адаптировано под Genius.
- Джаред Хиггинс — вокал, текст и музыка.
- Ник Мира — продюсирование и музыка.
- Ryan Vojtesak — музыка.
- Charlie Handsome — сопродюсирование.
- Max Lord — мастеринг.

## Чарты
| Чарт (2020)                                | Высшая позиция |
| ------------------------------------------ | -------------- |
| Австралия (ARIA)                           | 15             |
| Австрия (Ö3 Austria Top 40)                | 26             |
| Бельгия/Фландрия (Ultratip Bubbling Under) | 12             |
| Канада (Billboard Canadian Hot 100)        | 9              |
| Чехия (Singles Digitál Top 100)            | 47             |
| Дания (Tracklisten)                        | 32             |
| Эстония (Eesti Tipp-40)                    | 8              |
| Финляндия (Suomen virallinen lista)        | 19             |
| Франция (SNEP)                             | 186            |
| Германия (GfK)                             | 48             |
| Венгрия (Stream Top 40)                    | 18             |
| Ирландия (IRMA)                            | 7              |
| Италия (FIMI)                              | 76             |
| Литва (AGATA)                              | 20             |
| Нидерланды (Single Top 100)                | 38             |
| Новая Зеландия (Recorded Music NZ)         | 14             |
| Норвегия (VG-lista)                        | 20             |
| Португалия (AFP)                           | 41             |
| Швеция (Sverigetopplistan)                 | 31             |
| Швейцария (Schweizer Hitparade)            | 38             |
| Великобритания (OCC UK Singles)            | 26             |
| США (Billboard Hot 100)                    | 11             |
| США (Billboard Hot R&B/Hip-Hop Songs)      | 8              |

## Сертификации
| Регион                                                                      | Сертификация | Продажи |
| --------------------------------------------------------------------------- | ------------ | ------- |
| Канада (Music Canada)                                                       | Золотой      | 40 000  |
| Данные о продажах + прослушиваниях приведены только на основе сертификации. |              |         |

## История релиза
| Регион    | Дата           | Формат            | Лейбл              | Прим.  |
| --------- | -------------- | ----------------- | ------------------ | ------ |
| Различный | 24 апреля 2020 | Цифровая загрузка | Interscope Grade A | [ 30 ] |